# 抓周
抓啾，又稱試啾、試兒、拿啾，是東亞國家，如中國、新加坡、馬來西亞、日本、韓國的一种预卜婴儿前途的习俗。当新生儿满岁时，将各种物品摆放于小孩面前，任其抓取，傳統上常用物品有笔、墨、纸、砚、算盘、钱币、書籍等。魏晋南北朝时已存在，“江南风俗，儿生一期为制新衣，盥浴装饰，男则用弓矢纸笔，女则用刀尺针缕，并加饮食之物及珍宝服玩，置之儿前，观其发意所取，以验贪廉智愚，名之为试儿。”現在也有些會放滑鼠、牙刷等現代物品，也有些會以圖像卡片代替實物讓嬰兒抓取。
因為取六六大順的吉祥意思，抓周物品樣數應是6的倍數，如12或18